# Synnestvedt Machine Company
Synnestvedt Machine Company war ein US-amerikanischer Hersteller von Kraftfahrzeugen.

## Unternehmensgeschichte
Paul Synnestvedt gründete 1903 das Unternehmen in Pittsburgh in Pennsylvania. Er begann mit der Produktion von Nutzfahrzeugen. Zwischen 1904 und 1905 entstanden auch Personenkraftwagen. Der Markenname lautete Synnestvedt. 1907 endete die Produktion.

## Fahrzeuge
Im Angebot standen ausschließlich Elektroautos. Die Pkw waren als Stanhope karosseriert. Auffallend waren die Vollgummireifen. 32 km/h Höchstgeschwindigkeit und 80 km Reichweite waren angegeben. Der Neupreis betrug 1500 US-Dollar.
Zu den Nutzfahrzeugen zählten Lieferwagen und Omnibusse.